# Саввин, Роман Владимирович
Роман Владимирович Саввин (2 июня 1972) — советский и российский футболист, защитник и полузащитник.

## Биография
Воспитанник воронежского футбола. На взрослом уровне начал выступать в 1989 году в дубле воронежского «Факела» в соревнованиях коллективов физкультуры. За основной состав «Факела» в том сезоне сыграл только один матч в Кубке СССР — 2 мая 1989 года против никопольского «Колоса». В 1990—1991 годах выступал во второй низшей лиге за воронежский «Буран». Призывался в сборную РСФСР.
В 1992 году вернулся в «Факел», который перед дебютом в высшей лиге России кардинально обновил свой состав. В высшей лиге футболист дебютировал 22 апреля 1992 года в домашнем матче против «Океана», заменив в перерыве Евгения Зайцева. Всего на высшем уровне принял участие в пяти матчах.
Сезон 1993 года провёл также в «Факеле», сыграл 23 матча, но в основном выходил на замены. В 1994 году после четырёх матчей ушёл из воронежского клуба, в дальнейшем выступал за «Орехово» и «Локомотив» (Лиски).
В возрасте 23-х лет завершил профессиональную карьеру, затем ещё два сезона играл в соревнованиях любительских команд за «Газовик» (Острогожск).
После окончания спортивной карьеры живёт и работает в Воронеже. Окончил Воронежский филиал МОГИФК. Женат.